# Magnus I de Noruega
Magnus I, llamado el Bueno (Noruega, 1024 - ¿?, 1047), fue rey vikingo de Noruega (1035-1047) y de Dinamarca (1042-1047), hijo de Olaf II el Santo y de una concubina de nombre Alvhild. Huyó de Noruega con su madre cuando su padre fue destronado en 1028, regresando en 1035 tras la muerte del rey Canuto para ser coronado a la edad de 11 años.

## Biografía
Nacido y criado en la Rus de Kiev, con cuya ayuda reconquistó Noruega, consiguiendo expulsar al lugarteniente danés Sveinn Knútsson, hijo de Canuto el Grande, muerto poco antes.
Formalizó una alianza con el nuevo soberano danés Canuto Hardeknut, que nombró a Magnus su sucesor, en caso de no tener herederos. A su vez el rey noruego lo apoyó contra su medio hermano Haroldo Harefoot, reinante en Inglaterra.
Muerto su aliado, Magnus fue elegido rey de Dinamarca, territorio que defendió contra vendos y eslavos.
Al morir sin descendencia, cedió Dinamarca a Svend Estridsson, sobrino de Canuto el Grande, y Noruega a su medio tío Harald Sigurdsson.

## Magnúss saga góðaenHeimskringla
Magnúss saga góða es uno de los relatos de Heimskringla sobre los reyes noruegos. Tras la muerte de Olaf II el Santo en la batalla de Stiklestad, los daneses gobiernan Noruega hasta que los enemigos del difunto rey, antiguos enemigos en el campo de batalla, viajan hasta Novgorod para proclamar rey al joven hijo de Olaf, Magnúss. Cuando Magnúss llega a su madurez, busca venganza por la muerte de su padre, pero el escaldo Sigvatr Þórðarson le da algunos consejos preventivos en su poema Bersöglisvísur, que Snorri Sturluson usa a menudo a lo largo de la saga y que le proporcionó el apodo de Magnúss el Bueno. En la obra se hace mención sobre los primeros médicos a finales de la era vikinga cuyo origen se remonta al triunfo de Magnus contra los wendos (1043) y, como a falta de sanadores y muchos heridos en el campo de batalla, el rey eligió a doce hombres con manos hábiles para sanar a sus guerreros. Entre ellos destacó Atli, bisabuelo de Hrafn Sveinbjarnarson.